# Cerastium crassiusculum
Cerastium crassiusculum är en nejlikväxtart som beskrevs av M. V. Klokov. Cerastium crassiusculum ingår i släktet arvar, och familjen nejlikväxter. Inga underarter finns listade i Catalogue of Life.